# Яна Руденко
Яна Руденко (нар. 1999, Черкащина) — українська студентка і активістка, яка стала свідком російського вторгнення в Україну. Її робота зосереджена на просуванні справедливості, відповідальності за воєнні злочини та культурній обізнаності Східної Європи.

## Життєпис
Яна Руденко народилася і виросла в Черкаській області, Україна. Здобула ступінь бакалавра з економіки та менеджменту у Львівській політехніці. На початкових етапах російського вторгнення 2022 року вона перебувала в Бучі, де пережила кілька тижнів російської окупації, ставши свідком воєнних злочинів і витримавши суворі умови без найнеобхідніших речей.

## Діяльність
У середині 2022 року, після російського вторгнення в Україну, Руденко переїхала до Нідерландів як переміщена особа. Її досвід вплинув на рішення вивчати державне управління в кампусі Лейденського університету в Гаазі, щоб зробити свій внесок у глобальний мир і справедливість. Вона виступала на міжнародних заходах, зокрема на Cleveringa Meeting в Гаазі, де ділилася особистим досвідом та наголошувала на важливості відповідальності за російську агресію.
Яна Руденко є засновницею та президентом Адріатично-Балтійсько-Чорноморсько-Азовської студентської асоціації (ABBA). ABBA має на меті сприяти розумінню східноєвропейських культур та політики, водночас звертаючи увагу на наслідки конфлікту в Україні. Серед заходів, організованих ABBA, — зустріч з головою Меджлісу кримськотатарського народу Рефатом Чубаровим у форматі «питання-відповідь».

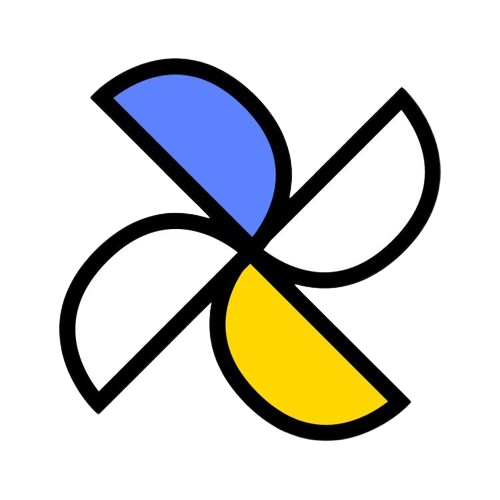
Логотип колективу DroneAid.

Пані Руденко також є співзасновницею DroneAid Collective, ініціативи, що базується в Нідерландах і залучає переселенців та реабілітованих ветеранів до створення безпілотників для Збройних сил України. Під час семінарів, що проводяться в містах Нідерландів, учасники опановують технічні навички, такі як електроніка та пайка, збираючи безпілотники, які використовуються для розвідки, спостереження та розвідувальних місій. За перший рік свого існування ініціатива зібрала понад 150 000 євро і виготовила майже 300 безпілотників, відіграючи подвійну роль у підтримці оборонних зусиль України та сприянні реабілітації учасників. DroneAid Collective співпрацює з неприбутковою організацією Eyes on Ukraine, яка постачає безпілотники та інші гуманітарні ресурси на лінію фронту конфлікту.
13 травня 2024 року Руденко, як один з десяти переможців конкурсу NATO Summit Challenge, взяв участь у четвертому Молодіжному саміті НАТО, який відбувся у Стокгольмі.
Руденко використовує соціальні мережі для підвищення обізнаності про воєнні злочини та боротьби з дезінформацією. Вона організовувала кампанії зі збору коштів, зібравши понад 8 000 євро на гуманітарну допомогу Україні. Її активність також привертає увагу до утисків меншин, таких як кримські татари і черкеси, та необхідності глобальної відповідальності за агресію. Робота Яни Руденко була визнана за її внесок у підвищення обізнаності про наслідки війни та важливість правосуддя. Вона продовжує виступати за глобальну солідарність і культурне взаєморозуміння через свою наукову та активістську діяльність.